# Bomboli jezik
Bomboli jezik (ISO 639-3: bml), nigersko-kongoanski jezik iz skupine pravih bantu jezika u zoni C u Demokratskoj Republici Kongo. Govori ga oko 2 500 Bombongo ljudi (1986 SIL) na području provincije Equateur.
Zajedno s još (26) jezika čini podskupinu bangi-ntomba (C.40). Srodni su mu bozaba [bzo] i lobala [loq], i ima 3 dijalekta; u upotrebi je i lingala [lin].

## Vanjske poveznice
- Ethnologue (14th)
- Ethnologue (15th)